# 四季 (グラズノフ)

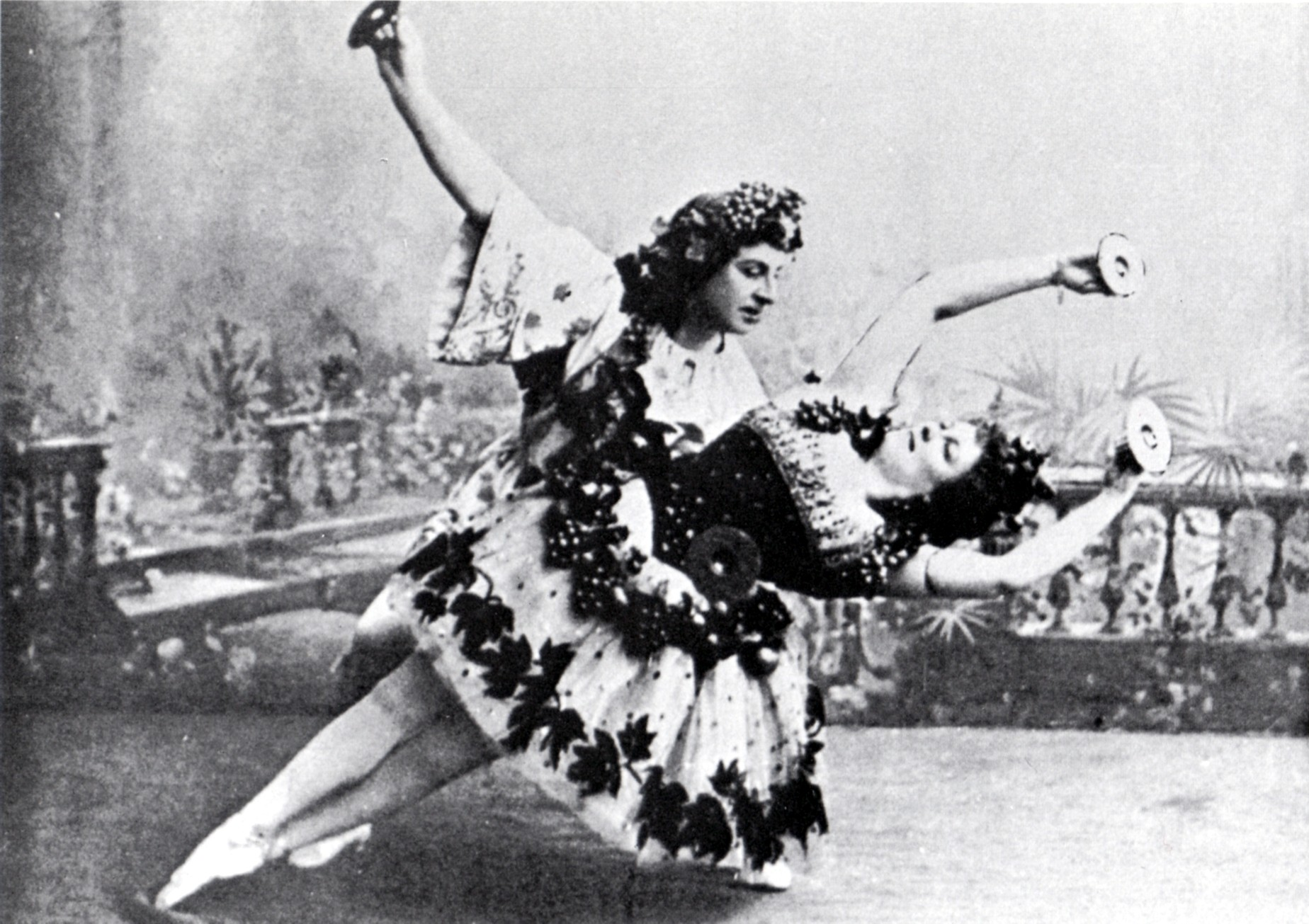
『四季』に出演するP・ゲルト（左）とマリヤ・プティパ（右）（1900年）

『四季（露: Времена Года, 仏: Les Saisons）』は、アレクサンドル・グラズノフが1899年にマリウス・プティパの依頼で作曲した1幕4場のバレエ作品である。初演は1900年2月19日にサンクトペテルブルクのエルミタージュ劇場にて、リッカルド・ドリゴ指揮、プティパの演出で行われた。

## 楽器編成
- ピッコロ、フルート2
- オーボエ2（2ndはコーラングレ持ち替え）
- クラリネット2
- ファゴット2
- ホルン4
- トランペット2
- トロンボーン3、チューバ
- ティンパニ、トライアングル、タンブリン、小太鼓、シンバル、バスドラム、鉄琴
- ハープ
- チェレスタ、ピアノ
- 弦五部

## 演奏時間
約45分。

## 楽曲構成
1. 冬
  1. 前奏曲 - 情景
  2. ヴァリアシオンI：霜
  3. ヴァリアシオンII：氷
  4. ヴァリアシオンIII：霰
  5. ヴァリアシオンIV：雪
  6. 情景
2. 春
3. 夏 
  1. 情景
  2. 矢車菊とケシのワルツ
  3. 舟唄
  4. ヴァリアシオン（トウモロコシの精の踊り）
  5. コーダ
4. 秋 
  1. バッカナール
  2. 小さなアダージョ
（追加曲）ヴァリアシオン（サテュロスの踊り）
  3. バッカナール - アポテオーズ